# Cyborgs Don’t Sleep
Cyborgs Don’t Sleep – pierwszy studyjny album zespołu Tuff Enuff, wydany w 1996 roku przez Metal Mind Productions.

## Lista utworów
| 1.  | „Disco Relax”                                   | 4:30  |
|     |                                                 |       |
| 2.  | „Łot Du Ju Łont For”                            | 2:49  |
|     |                                                 |       |
| 3.  | „Corrrossion In My Car”                         | 3:25  |
|     |                                                 |       |
| 4.  | „Naa Banana”                                    | 2:39  |
|     |                                                 |       |
| 5.  | „Ma No Samos Gamines”                           | 4:29  |
|     |                                                 |       |
| 6.  | „Grass Only”                                    | 1:53  |
|     |                                                 |       |
| 7.  | „Brave Little Toster”                           | 4:42  |
|     |                                                 |       |
| 8.  | „Tuff Enuff”                                    | 2:34  |
|     |                                                 |       |
| 9.  | „Potato Monster Terror”                         | 2:22  |
|     |                                                 |       |
| 10. | „Piosenka Z Filmu O Korkim” (cover The Beatles) | 2:07  |
|     |                                                 |       |
| 11. | „Wake Up!”                                      | 4:37  |
|     |                                                 |       |
| 12. | „I'm A Man”                                     | 3:12  |
|     |                                                 |       |
| 13. | „Dead Point”                                    | 3:27  |
|     |                                                 |       |
| 14. | „Kovalsky”                                      | 3:50  |
|     |                                                 |       |
| 15. | „Tecno”                                         | 4:45  |
|     |                                                 |       |
|     |                                                 | 51:21 |
|     |                                                 |       |

## Single
- Potato Monster Terror MCD (1996)

## Twórcy
Skład podstawowy
- Tomasz „Ziuta” Zdebik – gitara, śpiew
- Tomasz „Sivy” Biskup – gitara, śpiew
- Adrian „Qlos” Kulik – gitara basowa, śpiew
- Rafał Taracha – śpiew
- Marcin „Maryan” Papior – perkusja

Pozostali
- Bogusław Pezda – sampling
- Andrzej Karp, Piotr Sitek, Bogusław Pezda – miksowanie
- Tomasz Dziubiński – produkcja muzyczna
- Grzegorz Piwkowski – mastering[1]

## Informacje dodatkowe
- Utwór „Disco Relax” stanowi nawiązanie do audycji telewizyjnej Disco Relax.
- Utwór „Piosenka z filmu o korkim” stanowi humorystyczą przeróbkę utworu Ob-La-Di, Ob-La-Da autorstwa grupy The Beatles pierwotnie wydanym na albumie The Beatles (The White Album) w 1968 roku. Tytuł utworu nadanego przez Tuff Enuff nawiązuje do amerykańskiego serialu tv Dzień za dniem, emitowanego w Polsce przez TVP1 na początku lat 90., który poprzedzany był utworem The Beatles.
- Na początku utworu „Kovalsky” użyto fragmentu ścieżki dźwiękowej do filmu Pulp Fiction, składający się z dialogu:

- Pumpkin (Ringo): „Everybody be cool, this is a robbery!” („Spokojnie! To napad!”)
- Honey Bunny (Yolanda): „Any of you fucking pricks move! And I'll execute every motherfucking last one of ya!” („Niech któryś z was, pojebańcy, drgnie, a rozpierdolę wszystkich w drobny mak!”)